# باخچی
باخچی (انگلیسی: Bakhchi) یک شهرک در شهرستان چیشمینسکی در استان باشقیرستان کشور روسیه است.